# Ceriodaphnia setosa
Ceriodaphnia setosa är en kräftdjursart som beskrevs av Loïc Matile 1890. Ceriodaphnia setosa ingår i släktet Ceriodaphnia, och familjen Daphniidae. Arten är reproducerande i Sverige.